# Mistrzostwa Ameryki Północnej, Środkowej i Karaibów w Piłce Siatkowej Kobiet 1987
X Mistrzostwa Ameryki Północnej, Środkowej i Karaibów w piłce siatkowej kobiet odbyły się w 1987 roku w Hawanie na Kubie. W mistrzostwach wystartowało 7 reprezentacji. Mistrzem została po raz szósty reprezentacja Kuby.

## Klasyfikacja końcowa
| Miejsce | Reprezentacja                        |
| ------- | ------------------------------------ |
|         | Kuba                                 |
|         | Stany Zjednoczone                    |
|         | Kanada                               |
| 4.      | Meksyk                               |
| 5.      | Portoryko                            |
| 6.      | Wyspy Dziewicze Stanów Zjednoczonych |
| 7.      | Nikaragua                            |